# 영웅본색
《영웅본색》(중국어: 英雄本色, 병음: yīngxióng běnsè, 광동어: ying1 hung4 bun2 sik1, 영어: A Better Tomorrow)은 오우삼 감독의 홍콩 영화이다. 암흑가를 그리는 홍콩 느와르 영화 시대의 서막을 열어준 영화로, 액션 영화의 백미로 꼽힌다. 처음 만들 당시 예산이 빠듯했고 잘 알려지지도 않았지만, 영화가 나왔을 때 블록 버스터가 되어 아시아 일대를 강타했다. 영화 시작 13분쯤 나문이
광동어로 부른 기허풍우(구창모의 희나리 번안곡)가 흘러 나온다.
대한민국에서는 세진영화㈜에서 수입하여 1987년 5월 23일에 극장 개봉하였다.

## 줄거리
암흑가에서 성장한 송자호(적룡 분)는 동생인 경찰 송자걸(장국영 분) 때문에 암흑가에서 손을 떼려고 하였다. 하지만 자호는 타이페이에서 어느 다른 갱의 음모의 빠져 3년 동안 감옥살이를 하게 된다. 비슷한 시각에 홍콩에서는 송자호의 아버지가 킬러에 의해 살해당한다. 타이페이에서 이 사실을 안 소마(주윤발 분)는 친구인 자호를 위해 풍림각으로 가서 복수를 하지만 한 쪽 다리를 저는 불구가 되었다. 자호가 3년 동안 감옥에 갇혀있던 사이에 자걸은 형사가 되었다.
3년 후, 감옥에서 출소한 자호는 완전히 새로운 생활을 하기 위해 택시기사로 일한다. 어느 날, 자호는 우연히 다리를 절면서 새 차나 닦으며 주차장에서 찬 도시락을 먹는 소마를 만난다. 자호가 없는 사이에 자기 후배인 아성(이자웅 분)이 자리를 빼앗았다.
한편, 자걸은 아버지의 죽음과 경찰에서의 불이익이 형 때문이라고 생각하게 되어 형을 죽도록 미워하게 된다. 자호가 돌아온 것을 알게 된 아성은 자호와 소마를 공격하고 놀린다. 소마는 다시 옛날의 영광을 되찾자고 말하지만 자호는 거부하고, 소마는 혼자서 아성의 조직으로 가서 위조지폐 데이터가 있는 테이프를 탈취하면서 일대 전투가 벌어진다.
위조지폐 테이프를 넘겨받은 자호는 밤 10시에 테이프를 넘겨주는 대신 2백만 달러와 자신이 떠날 보트를 제공하라고 아성에게 전하고, 테이프를 경찰인 자걸에게 보낸 후 싸움을 준비한다. 아성과 자호가 서사만에서 만난다는 것을 알아낸 자걸은 자호를 체포하러 서사만으로 향한다. 그 사이에 아성은 자신의 보스를 죽이고 자호에게 누명을 씌운다. 소마와 자호는 자신의 아지트로 찾아온 아성을 인질로 잡아서 서사만으로 데리고 간다. 그 곳에서 아성의 부하들과의 싸움을 앞두고 자호는 소마에게 먼저 떠나라고 말하고, 마극은 어쩔 수 없이 보트를 타고 떠난다.
잠시 후에 자걸이 도착하지만 인질로 잡히고, 자호는 아성의 부하들에게 아성과 자걸을 1대 1로 교환할 것을 요구한다. 그 사이에 소마는 보트 방향을 돌려서 다시 돌아오고 있었고, 이윽고 총격전이 시작되자, 친구를 구하기 위해 권총과 기관단총을 들고 아성의 부하들을 무찌른다. 돌아온 소마를 보고 자호는 놀라고, 세 명은 아성에 맞서 싸운다. 소마는 자걸에게 친형인 자호를 용서하라고 소리치지만 결국 아성이 쏜 40발의 총탄에 저격당한다.
결국 경찰이 출동하여 포위하며 항복을 요구하자, 아성은 자신이 곧 풀려날 것이라 자부하고 자수하려고 한다. 그러나 소마의 죽음을 보고 분노한 자호는 자걸이 준 권총 2발로 아성을 암살한다. 자호는 올바른 길로 돌아갈 것을 약속하며 자걸과 나란히 수갑을 차고 경찰에 항복한다.

## 등장 인물
- 송자호(아호) 역 : 적룡
- 송자걸(아걸) 역 : 장국영
- 마크/소마 역 : 주윤발
- 재키 역 : 주보의
- 아성 역 : 이자웅

## 한국판 성우진(SBS, 1997년 10월 31일)
- 신성호 - 마크(주윤발)
- 장광 - 아호(적룡)
- 김승준 - 아걸(장국영)
- 김수경 - 재키(주보의)
- 홍승섭 - 아성(이자웅)
- 조달호 - 아호와 아걸의 아버지(전풍)
- 김정경 - 요(석연자)
- 조동희 - 견숙(증강)
- 신흥철 - 아걸의 상관(금흥현)
- 박상훈 - 대만 형사(오우삼)
- 김혜경 - 직원(마한원)
- 한호웅 - 경찰(맥위장)
- 김지민 - 직원(료정니)
- 성완경 - 경찰(량백견)
- 이주원 - 조직원(증성광)

## 미디어

#### 예고편
- 《영웅본색 예고편》